# Sean Quinn
Sean Quinn (født 10. maj 2000 i Los Angeles) er en cykelrytter fra USA, der er på kontrakt hos EF Education-EasyPost.